# Нечаєве
Неча́єве — село в Україні, у Лип'янській сільській громаді Звенигородського району Черкаської області. У селі мешкає 503 людей.

## Історія
Село  Нечаєве  розташоване  на  правому  березі  річки  Гнилий  Товмач, за  30  км.  від  районного  центру  і  залізничної  станції  «Шпола». Площа села  становить  2354,4 га. Кількість  населення  395  осіб.
Походження  назви  села  має  кілька  версій.

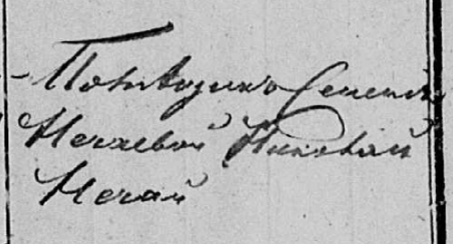
Підпис поміщика села Нечаєве Миколи Нечая. Метрична книга села Маслове, 1859 рік.

У праці  Л.Похилевича («Сказание  о  населенных  местностях  Киевской  губернии», К. 1864 р.)  згадується: «Нечаево при  реке  Гнилой  Толмач  в  5-и  верстах  ниже    с. Липянки. Жителей  обоего пола 718, земли 1900 десятин. Принадлежит  помещикам Николаю и Михаилу  Нечаям  по смерти 1860 года  отца  их  поручика Льва Николаевича. Но 560  десятин  земли  куплены  крестьянами в 1863  году  за 27.320 рублей. Церковь  Николаевская  деревянная  7-го  класса; земли имеет указанную пропорцию (36 га) построена 1800 года  на  месте  давнешней.»
Інша  версія  походження  назви  села  така: "В  першій  половині  17 ст. на  правому березі річки Товмач, в урочищі, що й  досі  зветься Левада, оселився  вільний козак Осадчий, за  прізвищем якого хутір  стали  називати Осадчим. Під час повстання під супроводом Богдана Хмельницького в 1648 році полковник  Данило Нечай брав участь у боях під Жовтими Водами. Після розгрому поляків значна частина земель Брацлавського воєводства відійшла до Богдана Хмельницького. З цих земель Богдан Хмельницький виділив частину території відважному полковнику Данилу Нечаю.  Таким чином хутір Осадчий з його мешканцями опинився на землях полковника Нечая. Біля  хутора Осадчого Нечаї поселили своїх кріпаків Мартиненків, Балагурів і новому поселенню дали назву Нечаєве, а назва хутора Осадчого поступово забулася.
За літописом, село Нечаєве було засноване на початку XVII століття. Першим  поселенцем тут був за переказами, козак Осадчий. На початку XIX століття племінник генерал-фельдмаршала Григорія Потьомкіна Висоцький Микола Петрович продав декілька своїх володінь відставному офіцеру російської армії Миколі Нечаю, який дав назву поселенню біля Гнилого Товмача за своїм іменем Нечаєва земля. Пізніше поселення на його честь було перейменоване на Нечаєве.
З давніх давен наші предки займалися вирощуванням зернових та  тваринництвом. Переконливим матеріалом про дореволюційне с. Нечаєве, є витяг, зроблений у державному  архіві в м. Києві станом  на  01.01.1900 року: «с. Нечаево (владыческое). Дворов 306, жителей обоего пола 1576 человек, из них  мужчин 775, женщин 801. Главное занятие жителей — хлебопашество. Земли числится 2160,5 десятин, из них принадлежит помещику 1239 десятин, церкви — 37,5 десятин и крестьянам  884 десятин. Имение принадлежит дворянину Михаилу Алексеевичу Белогорскому. В селе  имеются: 1 православная церковь, 1 церковно-приходская школа, 1 водяная мельница землевладельца М. А. Белогорского, 12  ветряных мельниц и 1 запасной хлебный магазин, в  котором к 01.01.1900 года было хлеба: озимого 324 центнера, ярового 162 центнера. Мирской капитал к тому времени составлял сумму 6217 рублей. Пожарный обоз состоит из 4 бочек и 8 багров».
У 1905 році селяни спалили поміщицьку економію. Білогорські продали землю заможним селянам і зникли з села. У 1920 році утворено сільську раду. Перший в селі колгосп було організовано в 1929 році, якому дали назву «Третій інтернаціонал» і ввійшло в нього тільки 10 осіб. Першим головою колгоспу був Суржок Іван Галактіонович. Під час суцільної колективізації в селі організовано було ще й другий колгосп під назвою «Тракторобуд». В 1959 році об'єднано колгоспи с. Нечаєве і с. Маслове в один. І новостворений колгосп назвали «Іскра».
На жаль, село Нечаєве не обминули роки Голодомору. В 1932—1933 р.р. село втратило 999 жителів села, останки яких покояться на місцевому кладовищі. Очевидець тих подій — Голець Надія Андріївна донині з жахом згадує ті страшні дні.
Війна 1941-45 рр.. невблаганним чорним крилом зачепила село. На фронтах Німецько-радянської війни воювало 210 жителів села, за мужність і героїзм виявлені в боях — 125 нагороджено бойовими орденами і медалями. Звання Героя Радянського Союзу удостоєний Костенко Антон Миколайович, цю нагороду йому дано за форсування Дніпра, звання присвоєно посмертно.
Село Нечаєве було деокуповане від німецьких загарбників 12 березня 1944 року. Деокупуючи село загинуло і поховано в братській могилі 13 осіб, з них відомі імена тільки 7 осіб. На честь загиблих 105-ти односельців споруджено Обеліск Слави. Нині у Нечаєвському НВК діє кімната «Бойової Слави», де зібрано чимало документів про період війни 1941-45 рр..
Після радянської окупації села розпочалася відбудова господарства. У його відбудові і розвитку значну  роль відіграла робота бувшого голови правління колгоспу Бондаренка Івана Григоровича, який був головою з 1950 по 1960 р.р. В цих роках було споруджено млин та олійню, електростанцію, сушарку, корівники, свинарню та інші приміщення, відбудовано міст через річку Гнилий Товмач. Як не згадати теплими словами вдячності Федора Пилиповича Голопуру, за час господарювання якого побудовано дитячий садок, будинок культури, адмінприміщення, школу, приміщення тваринницьких ферм, розпочато будівництво фельдшерсько-акушерського пункту та торгівельного центру, прокладання шляху  з твердим покриттям, а також в ті роки проводилося індивідуальне будівництво.
За високі досягнення в праці багато селян було нагороджено орденами і медалями: Максимович Павло Іванович, Рибак Ганна Омельківна — орденом Леніна, Дзюба Андрій Максимович, Іларіонова Анастасія Миколаївна, Гладишко Василь Гнатович, Зеленюк Іван Карпович — орденом Трудового Червоного Прапора, Колос Михайло Іванович — орденом «Трудової Слави III ступеня», Бондаренко Ганна Левківна — орденом «За трудовое отличие», Іларіонова Анастасія Миколаївна — орденом «Знак Пошани» та  ін.
Також у селі народилася і виросла кандидат біологічних наук Ганна Степанівна Хлівна. Вона пропрацювала двадцять років науковцем в м. Мурманську, написала не один десяток особистих праць, які було опубліковано в різних виданнях. Довгий час працювала в Нечаєвській середній школі вчителем біології.
На околиці села досліджено поселення та могильник Черняхівської культури. Розкопано близько 100 поховань.
Нині на території села діє: навчально-виховний комплекс "Дошкільний навчальний заклад — загальноосвітня школа I—III ступенів, який відвідує 53 учні з двох сіл Нечаєве і Маслове, у дошкільній установі займається 21 дитина. Учні люблять свою школу і гордяться нею тому, що її закінчували їхні батьки — хлібороби села, талановиті і знані люди: Смагленко  Ф. П. — професор Одеського університету, Замашний С. М. — викладач військово-транспортної академії в Санкт-Петербурзі, Дзюба М. П. — військовий льотчик, Колос М. Г. — кандидат педагогічних наук, викладач Переяслав-Хмельницького університету, Колос Г. М. — викладач Косівського училища мистецтв, Скрипник Л. П. — працівник Кабінету Міністрів, Приходько  П. М. — працівник Держплану УРСР, зав відділом великої рогатої худоби, Сокур В. П. — кандидат в майстри спорту з легкої атлетики, Пивовар Віталій Павлович — головний спеціаліст при секретаріаті Кабінету  Міністрів України та багато інших.
Також функціонують будинок культури, бібліотека, фельдшерсько-акушерський пункт, філія зв'язку, два приватні магазини. Господарську діяльність здійснює СТОВ «Іскра», яке спеціалізується по виробництву зернових та тваринницької продукції. 155 осіб жителів села відійшли з своїми паями і працюють одноосібно на своїх земельних ділянках і вирощують зернові культури, також працює в селі 6 підприємців, які спеціалізуються з вирощування зернових та займаються торгівлею.
Працьовитими людьми, гарними традиціями славне наше село Нечаєве. Багато вистражданого за плечима найстаріших жителів, і гордиться село своєю молодою зміною, бо ще не перевилися у нас трудівники-хлібороби.
На околиці села, на лівому березі р.Гнилий Товмач, поблизу хутора Осадчого, виявлено декілька стоянок пізнього (35-11 тис. років тому) і середнього палеоліту (150-35 тис. років тому). У 2008 р. на стоянці Нечаєве-3 було проведено розкопки експедицією Інституту археології та Черкаського національного університету. Виявлено вироби, виготовлені неандертальцями близько 130—100 тис. років тому.

## Відомі люди
У селі народився Костенко Антін Миколайович (* 8 січня 1918 — † 5 вересня 1943) — Герой Радянського Союзу